# Trupanea xanthochaeta
Trupanea xanthochaeta är en tvåvingeart som först beskrevs av Munro 1929.  Trupanea xanthochaeta ingår i släktet Trupanea och familjen borrflugor.
Artens utbredningsområde är Namibia. Inga underarter finns listade i Catalogue of Life.